# Nerv labial posterior

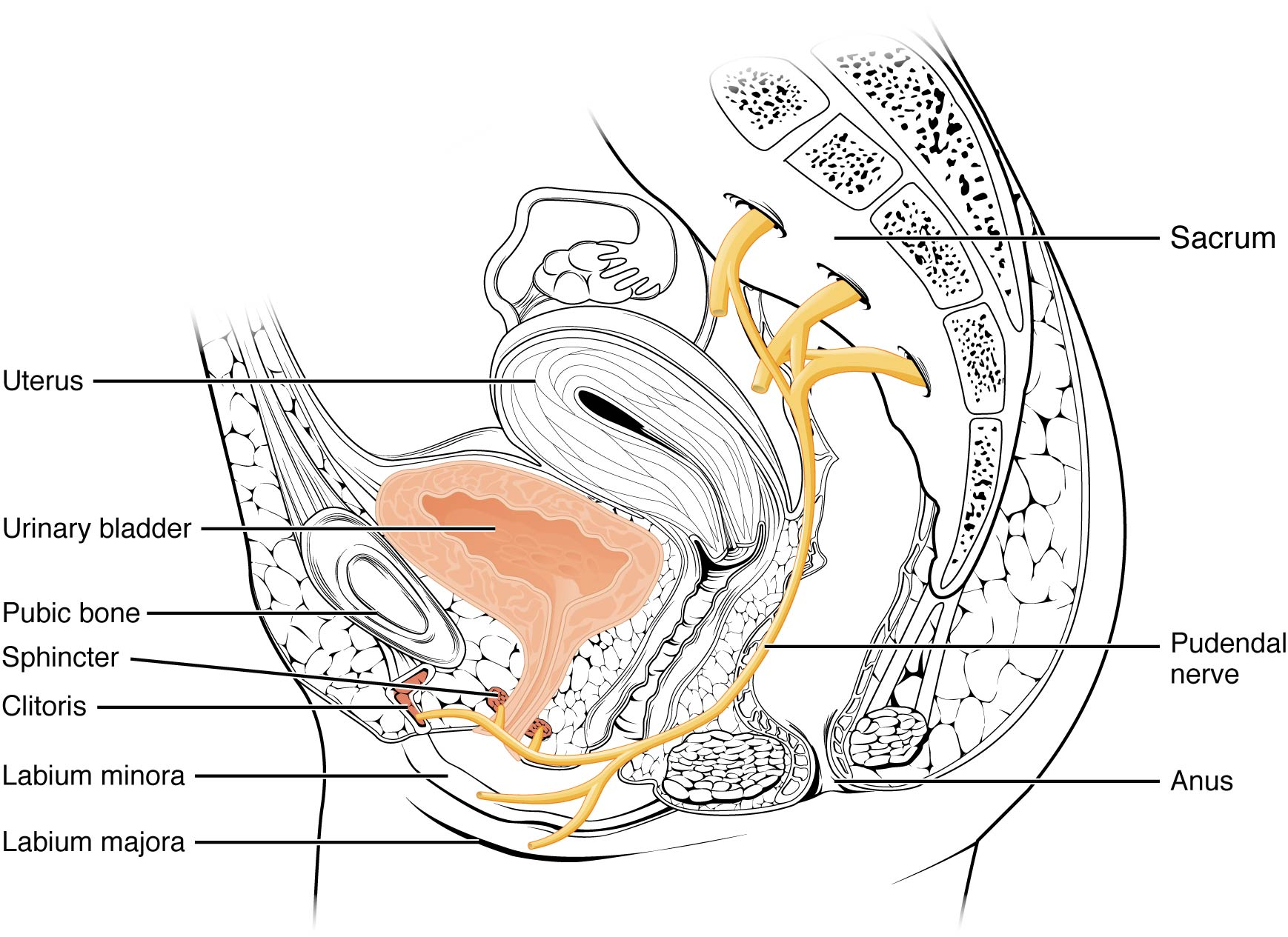
Inervația pelvisului feminin

Nervii labiali posteriori reprezintă ramuri ale nervului pudendal care inervează pielea labiilor mari și mici.
Nervii labiali posteriori sunt omologi cu nervii scrotali posteriori la bărbați.